# Alemania Occidental en los Juegos Paralímpicos de Toronto 1976
Alemania Occidental estuvo representada en los Juegos Paralímpicos de Toronto 1976 por un total de 93 deportistas, 76 hombres y 17 mujeres.

## Medallistas
El equipo paralímpico obtuvo las siguientes medallas:
| Nombre                                                                                         | Deporte                       | Evento                                             |
| ---------------------------------------------------------------------------------------------- | ----------------------------- | -------------------------------------------------- |
| Oro                                                                                            |                               |                                                    |
| Margit Quell                                                                                   | Atletismo                     | Jabalina 2 femenino                                |
| Margit Quell                                                                                   | Atletismo                     | Peso 2 femenino                                    |
| Silke Boll                                                                                     | Atletismo                     | 800 m 5 femenino                                   |
| Martina Tschötschel                                                                            | Atletismo                     | Eslalon 3 femenino                                 |
| S. Battran                                                                                     | Atletismo                     | Pentatlón 4 femenino                               |
| Liebrecht                                                                                      | Atletismo                     | Pentatlón 1C femenino                              |
| Alois Beez                                                                                     | Atletismo                     | Jabalina E masculino                               |
| Alois Beez                                                                                     | Atletismo                     | Peso E masculino                                   |
| Günter Spieß                                                                                   | Atletismo                     | Peso 1C masculino                                  |
| Günter Spieß                                                                                   | Atletismo                     | Pentatlón 1C masculino                             |
| Siegmar Henker                                                                                 | Atletismo                     | Disco 1C masculino                                 |
| Hans Josefiak                                                                                  | Atletismo                     | Disco C masculino                                  |
| E. Kühnel                                                                                      | Atletismo                     | Jabalina C masculino                               |
| E. Niebuhr                                                                                     | Atletismo                     | Jabalina C1 masculino                              |
| Edund Weber                                                                                    | Atletismo                     | Peso 1A masculino                                  |
| Dieter Grundmann                                                                               | Atletismo                     | Peso B masculino                                   |
| Dieter Belz                                                                                    | Atletismo                     | Peso C masculino                                   |
| Jürgen Johann                                                                                  | Atletismo                     | Salto de altura C masculino                        |
| Schmicking                                                                                     | Atletismo                     | Pentatlón 2 masculino                              |
| Johann Schuhbauer                                                                              | Atletismo                     | Pentatlón 4 masculino                              |
| Steiner                                                                                        | Atletismo                     | Pentatlón 1B masculino                             |
| Hans-Joachim Böhm                                                                              | Esgrima en silla de ruedas    | Florete individual 2-3 masculino                   |
| Dieter Leicht                                                                                  | Esgrima en silla de ruedas    | Florete individual 4-5 masculino                   |
| Hans-Joachim Böhm Dieter Leicht Juhlke                                                         | Esgrima en silla de ruedas    | Florete por equipos novel masculino                |
| Margit Quell                                                                                   | Natación                      | 25 m braza 2 femenino                              |
| P. Wismath                                                                                     | Natación                      | 100 m libre D masculino                            |
| P. Wismath                                                                                     | Natación                      | 100 m mariposa D masculino                         |
| H. Schweizer                                                                                   | Natación                      | 50 m espalda E masculino                           |
| Wolfgang Goris                                                                                 | Natación                      | 50 m libre D1 masculino                            |
| Siegfried Schulz                                                                               | Natación                      | 100 m espalda B masculino                          |
| Equipo                                                                                         | Natación                      | 4 × 50 m estilos D masculino                       |
| Heinz Simon                                                                                    | Tenis de mesa                 | Individual 3 masculino                             |
| Manfred Emmel                                                                                  | Tenis de mesa                 | Individual 1C masculino                            |
| Wolfgang Koch B. Börstler                                                                      | Tenis de mesa                 | Dobles 1C masculino                                |
| S. Battran                                                                                     | Tiro con arco                 | Distancia corta clase abierta femenino             |
| Liebrecht                                                                                      | Tiro con arco                 | Ronda tetraplejia A-C femenino                     |
| R. Schmidberger                                                                                | Tiro con arco                 | Distancia avanzada clase abierta masculino         |
| Plata                                                                                          |                               |                                                    |
| Waltraud Hagenlocher                                                                           | Atletismo                     | Jabalina 3 femenino                                |
| Waltraud Hagenlocher                                                                           | Atletismo                     | Peso 3 femenino                                    |
| Waltraud Hagenlocher                                                                           | Atletismo                     | Pentatlón 3 femenino                               |
| Silke Boll                                                                                     | Atletismo                     | 60 m 5 femenino                                    |
| Equipo                                                                                         | Atletismo                     | 4 × 40 m 2-5 femenino                              |
| Siegmar Henker                                                                                 | Atletismo                     | Jabalina 1C masculino                              |
| Siegmar Henker                                                                                 | Atletismo                     | Peso 1C masculino                                  |
| Siegmar Henker                                                                                 | Atletismo                     | Pentatlón 1C masculino                             |
| Manfred Emmel                                                                                  | Atletismo                     | Disco 1C masculino                                 |
| Dieter Belz                                                                                    | Atletismo                     | Disco C masculino                                  |
| Alois Beez                                                                                     | Atletismo                     | Disco E masculino                                  |
| Johann Schuhbauer                                                                              | Atletismo                     | Peso 4 masculino                                   |
| Horst Gotthelf                                                                                 | Atletismo                     | Peso 5 masculino                                   |
| E. Kühnel                                                                                      | Atletismo                     | Peso C masculino                                   |
| Jürgen Johann                                                                                  | Atletismo                     | Salto de longitud C masculino                      |
| Kleinjans                                                                                      | Atletismo                     | Pentatlón 3 masculino                              |
| Silke Boll Gisela Hermes Ruth Lamsbach Rita Laux Martina Tschötschel B. Eckert Isecke Stercken | Baloncesto en silla de ruedas | Torneo femenino                                    |
| Winckelmann                                                                                    | Esgrima en silla de ruedas    | Florete individual novel femenino                  |
| A. Annasens W. Helmich W. Klein F. Maschmann K. Mikuszak                                       | Golbol                        | Torneo masculino                                   |
| D. Weber                                                                                       | Natación                      | 25 m mariposa 2 femenino                           |
| Manfred Emmel                                                                                  | Natación                      | 25 m braza 1C masculino                            |
| Manfred Emmel                                                                                  | Natación                      | 25 m libre 1C masculino                            |
| Wolfgang Goris                                                                                 | Natación                      | 50 m espalda D1 masculino                          |
| Jürgen Knödel                                                                                  | Natación                      | 100 m braza D masculino                            |
| Fritz Krimmel                                                                                  | Tenis de mesa                 | Individual 3 masculino                             |
| Wolfgang Koch                                                                                  | Tenis de mesa                 | Individual 1B masculino                            |
| B. Börstler                                                                                    | Tenis de mesa                 | Individual 1C masculino                            |
| Konkel Steiner                                                                                 | Tenis de mesa                 | Dobles 1B masculino                                |
| Fritz Krimmel Heinz Simon                                                                      | Tenis de mesa                 | Equipo 3 masculino                                 |
| Binner H. Gentner                                                                              | Tenis de mesa                 | Equipo 4-5 masculino                               |
| Anneliese Dersen                                                                               | Tiro con arco                 | Ronda FITA clase abierta femenino                  |
| Waltraud Hagenlocher                                                                           | Tiro con arco                 | Distancia corta clase abierta femenino             |
| H. Geiss                                                                                       | Tiro con arco                 | Ronda FITA clase abierta masculino                 |
| E. Hammel Hohmann R. Schmidberger                                                              | Tiro con arco                 | Distancia avanzada por equipos clase abierta mixto |
| Bronce                                                                                         |                               |                                                    |
| Gisela Hermes                                                                                  | Atletismo                     | 800 m 4 femenino                                   |
| Waltraud Hagenlocher                                                                           | Atletismo                     | Disco 3 femenino                                   |
| Rita Laux                                                                                      | Atletismo                     | Eslalon 4 femenino                                 |
| Silke Boll                                                                                     | Atletismo                     | Eslalon 5 femenino                                 |
| W. Jiling                                                                                      | Atletismo                     | 800 m 5 masculino                                  |
| W. Jiling                                                                                      | Atletismo                     | 1500 m 5 masculino                                 |
| W. Hilzinger                                                                                   | Atletismo                     | Salto de altura D masculino                        |
| W. Hilzinger                                                                                   | Atletismo                     | Salto de longitud D masculino                      |
| E. Kühnel                                                                                      | Atletismo                     | Disco C masculino                                  |
| Schmicking                                                                                     | Atletismo                     | Eslalon 2 masculino                                |
| Günter Spieß                                                                                   | Atletismo                     | Jabalina 1C masculino                              |
| W. Klein                                                                                       | Atletismo                     | Peso A masculino                                   |
| Hans Josefiak                                                                                  | Atletismo                     | Peso C masculino                                   |
| Dieter Belz                                                                                    | Atletismo                     | Salto de longitud C masculino                      |
| W. Martens                                                                                     | Atletismo                     | Pentatlón B masculino                              |
| Equipo                                                                                         | Atletismo                     | 4 × 40 m A-C masculino                             |
| D. Weber                                                                                       | Natación                      | 25 m braza 2 femenino                              |
| D. Weber                                                                                       | Natación                      | 75 m estilos 2 femenino                            |
| H. Schweizer                                                                                   | Natación                      | 50 m braza E masculino                             |
| H. Schweizer                                                                                   | Natación                      | 200 m estilos E masculino                          |
| P. Wismath                                                                                     | Natación                      | 100 m espalda D masculino                          |
| Uwe Duske                                                                                      | Natación                      | 100 m libre B masculino                            |
| Jürgen Knödel                                                                                  | Natación                      | 100 m mariposa D masculino                         |
| Wolfgang Lang                                                                                  | Natación                      | 200 m estilos D masculino                          |
| Ruth Lamsbach Winckelmann                                                                      | Tenis de mesa                 | Equipo 4-5 femenino                                |
| Hohmann                                                                                        | Tiro con arco                 | Distancia avanzada clase abierta masculino         |